# 韦斯利·西米纳
韋斯利·W·西米納（英語：Wesley W. Simina；1961年9月10日—），密克罗尼西亚政治家，2023年起担任密克罗尼西亚联邦总统。2005年7月至2011年7月，西米纳担任密克罗尼西亚联邦楚克州州长。

## 生平
目前外界對韋斯利的認識不算多，也缺乏他早年的有關資料，他曾經在2005年到2011年擔任過楚克州的州長，曾在2009年的兩輪選舉制敗選給對手，到2011年辭職並轉入密克羅尼西亞聯邦國會工作，成為議員，其後在2015年升任議長，在當選總統之前他一直都是國會議長。
西米納當選總統後，於2024年4月出訪中華人民共和國，並與中國國家主席習近平會面。